# Visita del crucero Emden a Guatemala (1936)
La Visita del crucero Emden a Guatemala (1936) fue una visita del crucero alemán Emden a Guatemala en enero de 1936, como parte de una gira de buena voluntad promocionando los Juegos Olímpicos de Berlín. La tripulación del barco viajó en tren hasta la Ciudad de Guatemala, donde desfilaron ante militares de alto rango del gobierno del general Ubico y el público en general.

## Antecedentes

### Los alemanes en la Verapaz

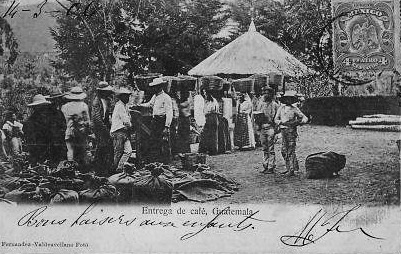
Entrega del café en las fincas cafetaleras de los alemanes.

Durante el gobierno del Tercer Reich (1933-1945) en Alemania, que coincidió casi por completo con el régimen de Ubico en términos temporales, hubo rumores que suponían que los alemanes en la Verapaz querían establecerse como una «nueva Alemania» con la política nacional socialista de Hitler. Los alemanes habían adquirido terrenos, manzanas, casas y fincas gracias a las concesiones de los presidentes liberales que gobernaron de 1885 a 1920 en Guatemala, y gozaron de privilegios durante el gobierno dictatorial del general Jorge Ubico, que simpatizaba con las políticas fascistas de Benito Mussolini en Italia, Francisco Franco en España y Adolf Hitler en Alemania.
Un incidente que afectó la existencia de la comunidad alemana verapacense fue cuando entre 1935 y 1936, el Tercer Reich pidió votar a sus ciudadanos sobre la anexión de Austria a Alemania: un barco alemán ancló en Puerto Barrios para efectuar la actividad y quienes asistieron fueron «fichados» como simpatizantes del régimen nazi de Adolf Hitler.

#### Felicitación de Hitler e influencia fascista en Guatemala

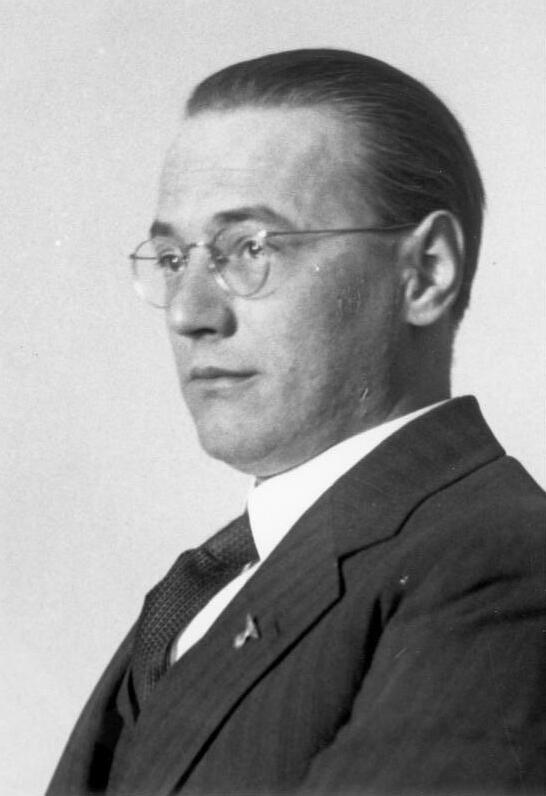
Otto Langmann, pastor alemán que llegó a Guatemala en 1930, apoyó una comunidad evangélica local; y un año más tarde se unió al partido Nazi.

En la Ciudad de Guatemala en 1933, fue fundada la Deutsches Haus (Casa del Partido), y más tarde se fundaron también en Quetzaltenango, Cobán, Retalhuleu, Mazatenango y Puerto Barrios y los alemanes residentes en Guatemala fundaron la Asociación de Trabajo de la Mujer Alemana. Además, desde 1935, simpatizantes del partido se hicieron con el control del Deutsche Zeitung, periódico que había sido fundado por alemanes en 1931.
Ese mismo año, se fundaron las juventudes hitlerianas en el Colegio Alemán, se adoptó la práctica del saludo de Hitler y se trató de hacer valer la teoría nazi de los arios, sin percatarse de que el Colegio Alemán tenía estudiantes de padres judíos. Y aunque muchos de estos grupos se dedicaban a actividades fundamentalmente culturales y a conmemorar la celebración de algunas fechas muy importantes para el nacionalsocialismo como el cumpleaños del Führer, el ascenso de Hitler al poder y el Día del Trabajo; los alemanes simpatizantes con el régimen tuvieron conflictos con el resto de germanos residentes en Guatemala, que habían llegado al país en el siglo XIX y que ya habían establecido sus familias en el país.  Más tarde, en el año de 1937, Jorge Ubico recibió una carta del canciller alemán, Adolf Hitler, donde le felicitaba por su gobierno en Guatemala.

#### Durante la Segunda Guerra Mundial
La tensión se incrementó en 1939 con el inicio de la Segunda Guerra Mundial tras la invasión alemana de Polonia, y llegó a un punto crítico cuando Japón atacó la base militar estadounidense de Pearl Harbor, lo que precipitó el ingreso de los Estados Unidos en el conflicto. Estos últimos tenían una gran influencia en el gobierno guatemalteco, gracias a las concesiones otorgadas a las empresas norteamericanas como la United Fruit Company, que tenía el monopolio de la exportación de banano y por el que prácticamente no pagaba impuestos a Guatemala, y el transporte por ferrocarril por medio de su subsidiaria International Railroads of Central America (IRCA). La frutera era el pilar más fuerte del gobierno de Ubico y formaba parte de la política estadounidense que se había iniciado con el presidente Theodore Roosevelt durante las negociaciones con Colombia para la construcción del Canal de Panamá en 1903. Como consecuencia, los Estados Unidos obligaron al presidente Jorge Ubico a expulsar a los alemanes de Guatemala y a intervenir todas sus propiedades. Los alemanes varones se vieron obligados a abandonar el país e ingresar en las filas del Ejército alemán. El historiador guatemalteco Francis Polo Sifontes cuenta que durante la Segunda Guerra Mundial muchos alemanes fueron llamados para prestar servicio militar en su país. Después de la guerra, algunos quedaron recluidos en los campos de concentración de Rusia, y otros alegaron ser guatemaltecos para evitar la prisión.

## Galería

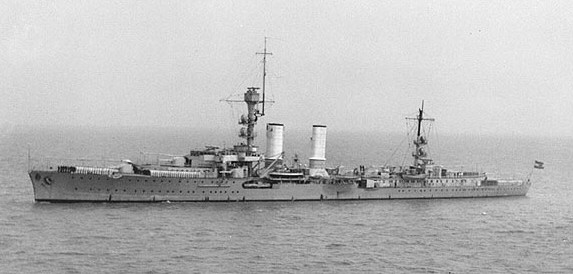
El crucero Emden.
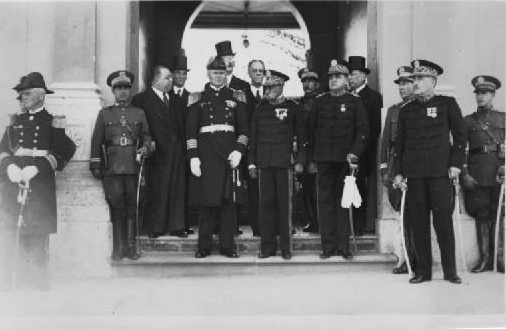
Oficiales del buque alemán junto al general José Reyes.
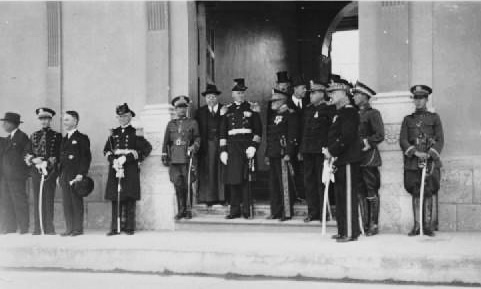
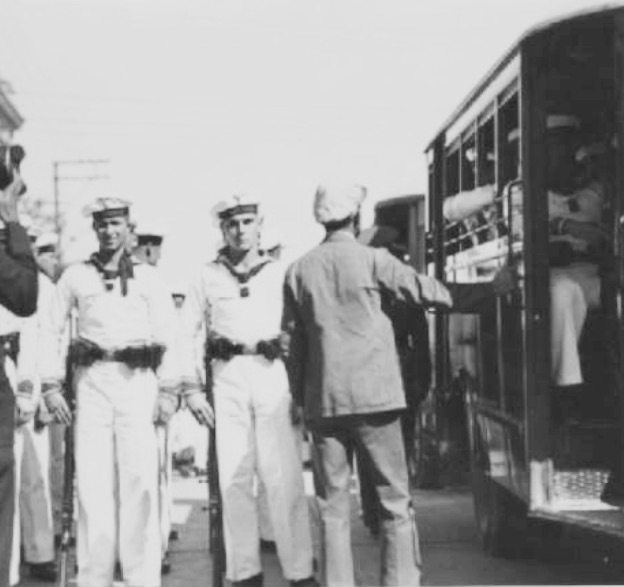
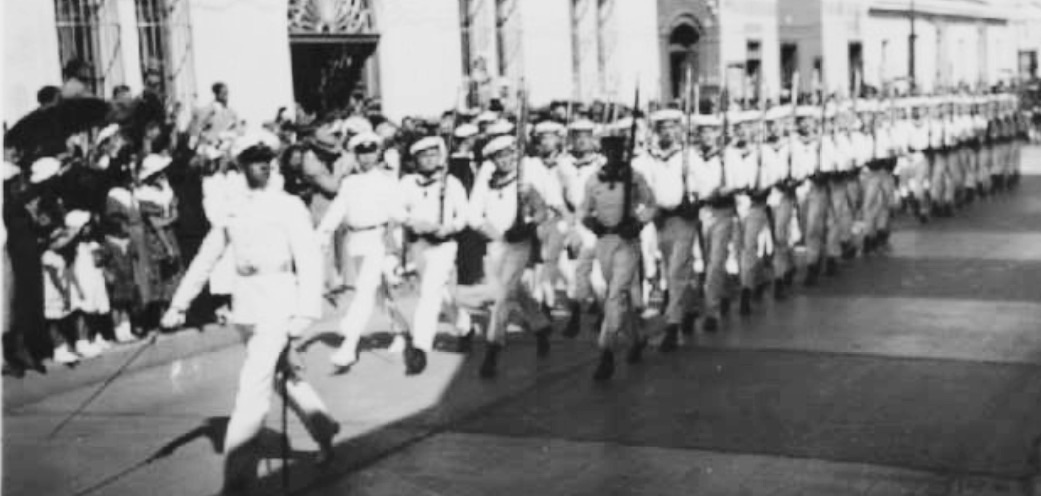
Marineros alemanes desfilando en la Ciudad de Guatemala
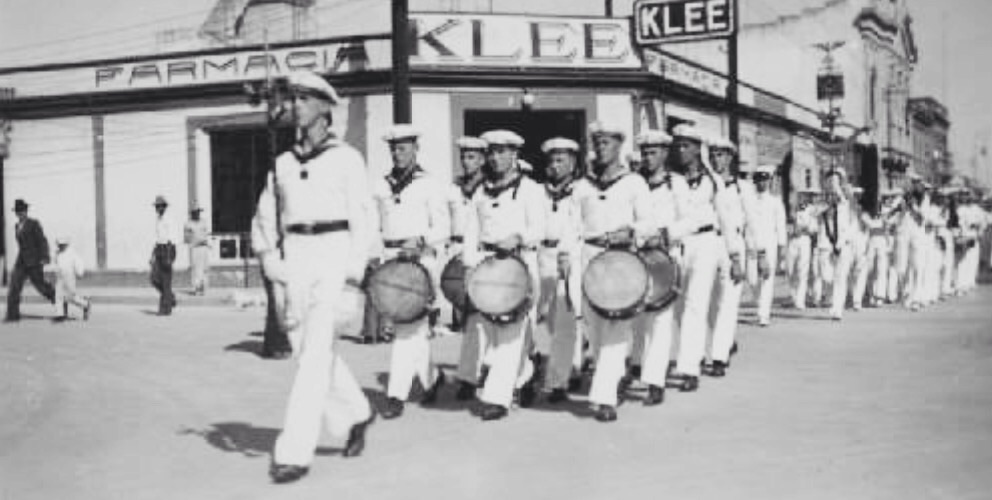
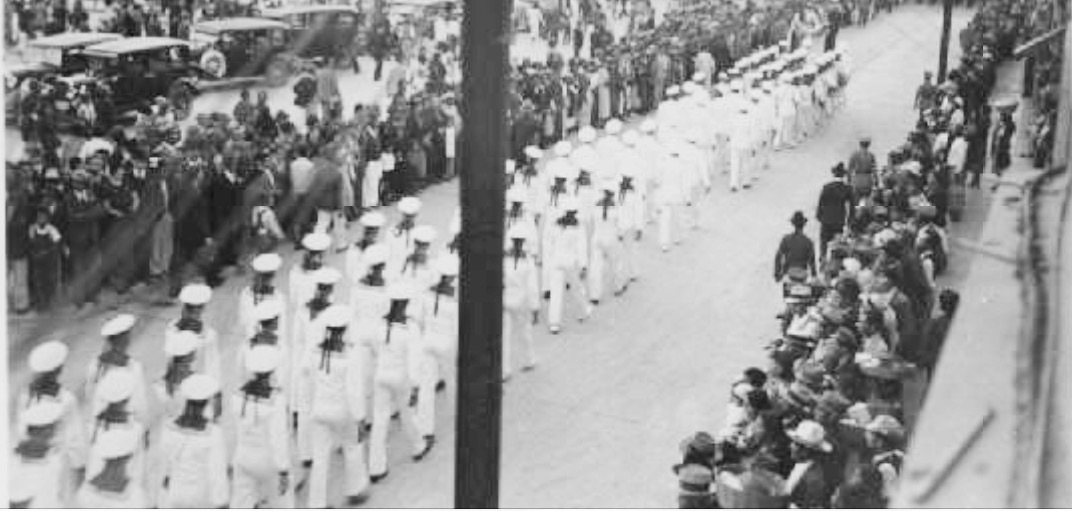
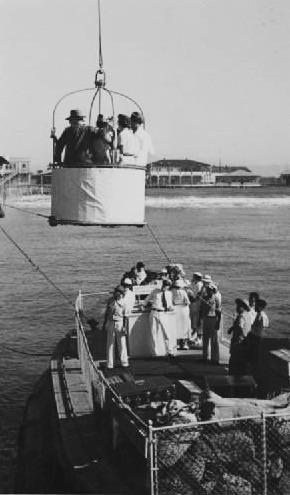
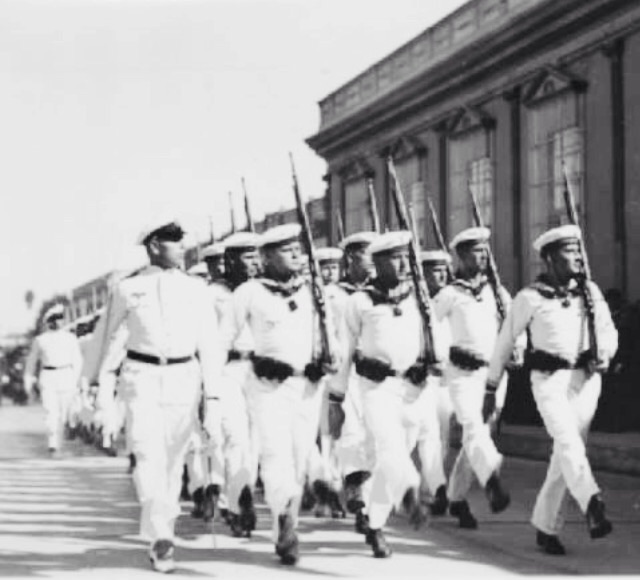